# Gongorismo

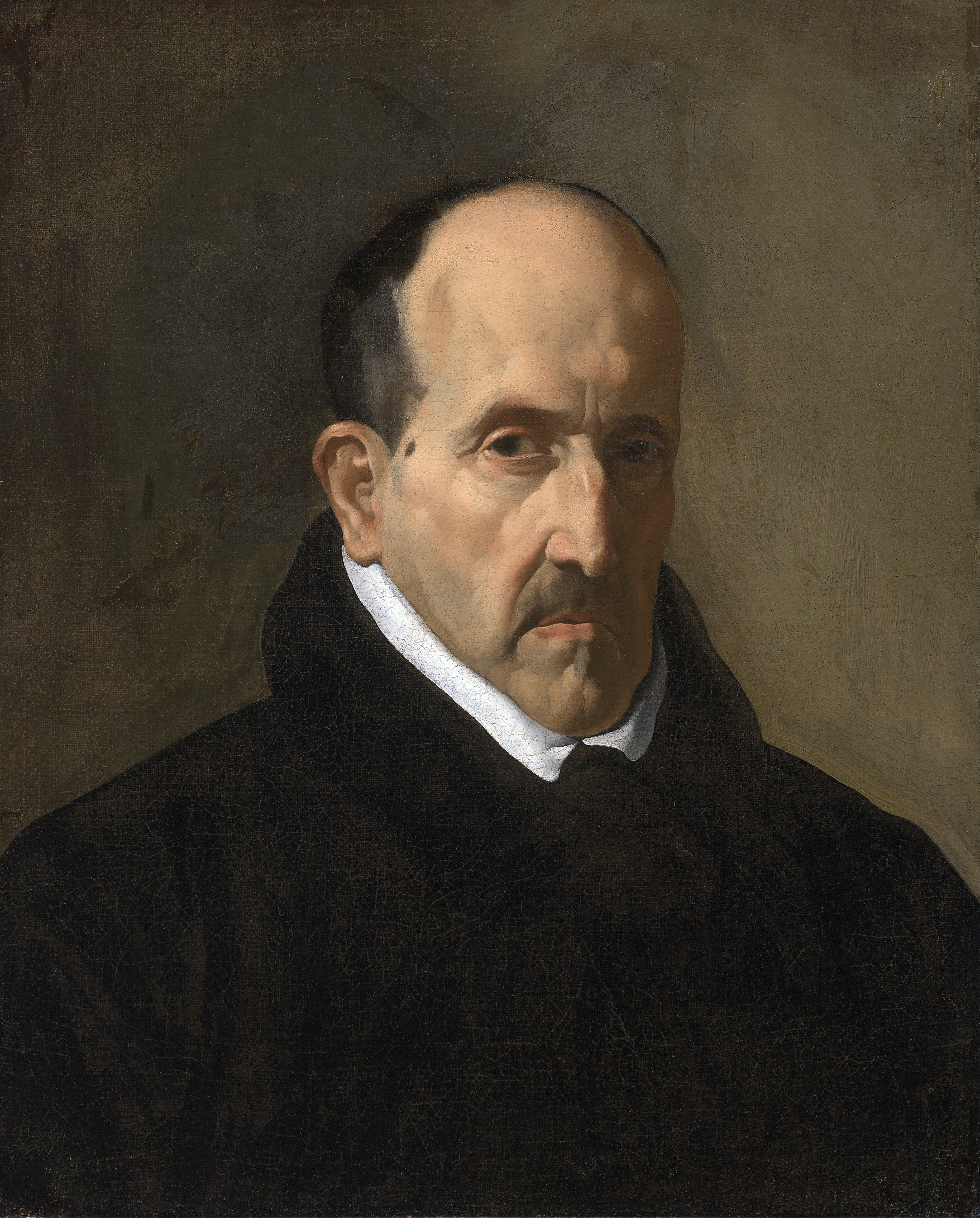

Gongorismo é um estilo literário predominante nos séculos XVII e XVIII em países, como Portugal, Espanha e Brasil, caracterizado, em seus aspectos mais criticados, pela extravagância, o mau gosto, o exagero nas comparações e metáforas, o desequilíbrio da composição, o excesso de ornamentos, a linguagem rebuscada e obscura.[ligação inativa]
O termo deriva  do nome do poeta clássico espanhol, Luis de Góngora y Argote.